# Torneo medieval

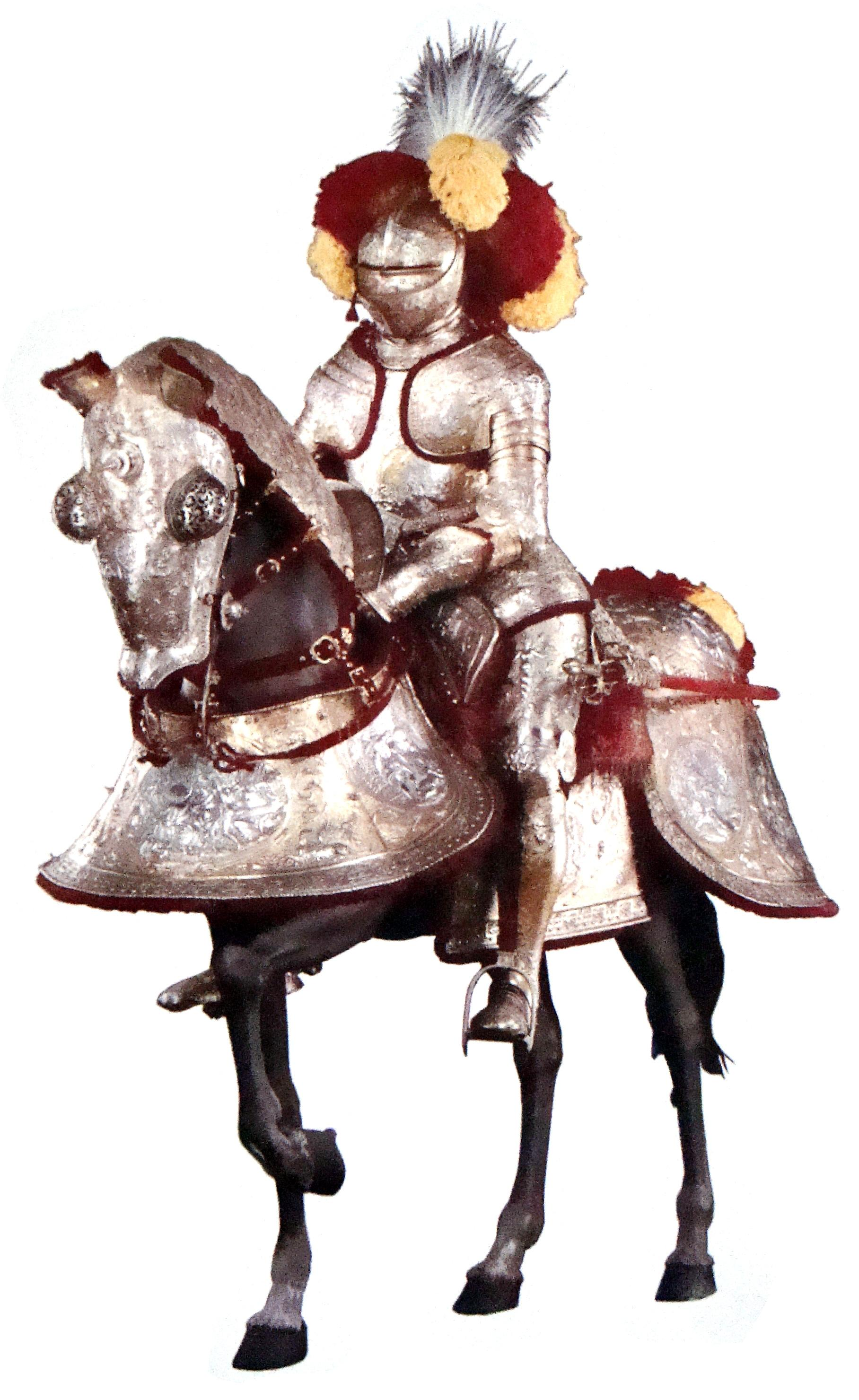
Armadura de desfile realizada por Eliseus Libaerts en 1564 para el rey Erico XIV de Suecia.

Los torneos medievales fueron competiciones de caballería que se celebraban entre dos bandos de caballeros para conseguir un trofeo. Esto sucedía en la Baja Edad media y Renacimiento (Siglos XII al XVI) y, por largo tiempo, la primera diversión de la corte y ciudades populares. Los espectáculos celebrados eran frecuentemente a causa de  coronaciones, casamiento de reyes, nacimientos, bautismos, bodas de princesas, conquistas, paces, alianzas, recibimiento de embajadores y personas de gran valía, y aun otros sucesos de menor importancia, vividos por la nobleza. Con el tiempo se solemnizaron también con ellos las festividades eclesiásticas, de lo cual hay un testimonio muy señalado en la crónica de Don Pero Niño: Cuando mandaba facer muy honradas fiestas e procesiones (Enrique III el Doliente), mandaba facer justas y torneos y juegos de cañas y daba armas y caballos e ricas ropas e guarniciones aquellos que estas cosas habían de facer. Finalmente llegó a celebrarse por puro entretenimiento y de una de estas fiestas dispuestas en Valladolid por el condestable Don Álvaro de Luna, a la cual salió a justar de aventurero Don Juan II de Castilla, da una noticia muy individual la crónica de aquel válido en el Cap. LII. Eran los heraldos y reyes de armas los encargados de dar publicidad al torneo, y el heraldo pasaba de castillo en castillo, llevando cartas y carteles a los adalides de más nombre y convidaba a todos los valientes que se encontraba en el camino. 
El día del evento había una gran expectación en el lugar elegido. Se preparaban todos para acudir al sitio señalado deplegando según sus clases y posición gran lujo en vestimentas, trajes, caballos, paramentos, arneses, adornos, armas, etc. Dada la señal de comienzo al son de instrumentos marciales que alegraban los ánimos de los allí concertados (fanfarrias) se presentaban los caballeros en la liza con numeroso séquito.
En cuanto al declive de los Torneos, según Cesare Cantù, a partir de Enrique II de Francia, cuando este, a la vista de su esposa y sus súbditos, cayó herido en la frente por una astilla que saltó de una lanza y murió de la herida, se fue perdiendo el uso de estos juegos militares, que ya eran menos frecuentes también por lo siguiente:
- Decadencia de la caballería.- Resultado del feudalismo, la caballería desapareció con aquel sistema, ya que al aumentar el poder de los reyes y del estado llano, la propiedad y la vida estuvieron menos amenazados y la caballería perdió su influencia y su prestigio y cedió sus funciones a una autoridad constituida.
- Introducción de las nuevas armas.- La invención y uso de la pólvora cambió la manera de guerrear y varió por completo la forma de los combates y las cualidades exigidas de los soldados:
  - Antes combatían cuerpo a cuerpo y eran la fuerza, la destreza y el valor los elementos primordiales del éxito en la contienda
  - Posteriormente, las armas de fuego alejaron a los combatientes y dieron la ventaja a la serenidad, a la disciplina y a la táctica
  - La caballería perdió su superioridad en el campo de batalla:
    - Su armadura de hierro, su duro aprendizaje, su ciego ímpetu llegaron a ser inútiles y aun peligrosos, y los reyes por su parte organizaron ejércitos mucho más dóciles y mejor organizados que una nobleza belicosa, con frecuencia ausente de sus banderas, ya que algunos de ellos pensaban menos en servir al Estado y más en ilustrarse con hazañas particulares, tenían más coraje que prudencia y con asiduidad peleaban en el palenque, como el Combate de los Treinta.
    - A pesar de lo dicho, en el momento de mayor auge de la caballería, los caballeros trabajaron con provecho por la tranquilidad pública, refrenaron la tiranía de los reyes y fomentaron la galantería en las costumbres

### Etimología
- Gilles Ménage, Jacob Le Duchat y Casaneve derivan el nombre Torneo del latín bárbaro tornare, torneamentum, porque estas corridas se hacían volviendo y revolviendo, torneando y retorneando, unos contra otros.
- En el citado sentido se halla la palabra torneamentum en las obras de San Bernardo.
- Según Voltaire, en su obra Ensayo sobre las costumbres de las naciones, lo siguiente:
  - Según algunos suponen que los torneos tomaron el nombre de la ciudad de Tours, Francia.
  - Es más que probable que el nombre de Torneo procediera de la espada llamada en el bajo latín ensis torneaticus, especie de sable sin punta, por no estar permitido en estos juegos herir con otra punta que con la de la lanza, y las armas de que comúnmente se hacían uso eran bastones o cañas, lanzas sin hierro o con la punta roma, espadas corteses o graciosas.
- De la palabra francesa tourner (llegando a ser entre los franceses muy frecuentes estos juegos, llamáronse los torneos, según Mateo de Paris, citado por Charles du Fresne, señor Du Cange, en la obra Constictus gallici, combates franceses),

### Origen
- Unos atribuyen su invención a Godefroy II, Señor de Preville, que murió en el año 1060 (como las Crónicas de Tours)
- Otros que tan solo redactó las leyes que en ellas observó.
- Tal vez, para otros, no hizo más que introducir en ellos ciertas evoluciones o perfeccionar las antiguas:
  - Enodio de Pavía habla en el siglo VI de los torneos elogiando a Teodorico.
  - En el año 920, Enrique I el Pajarero tomó parte en uno celebrado con motivo de su coronación.
  - Nitardo refiere que los caballeros de las comitivas de Luis el Germánico y Carlos el Calvo combatieron a caballo en Estrasburgo, después de la batalla de Fontanet, para manifestar su adhesión a dichos reyes.
- Sin duda, por la razones dichas, regularizar los torneos, dictar ciertas reglas y establecer o perfeccionar algunas suertes y evoluciones, se le consideró como el autor de estos juegos militares al citado anteriormente Godefroy II, y se generalizaron el uso de ellos por todas las naciones de Europa:
  - En Grecia hubo una especie de torneo cuando Ana de Saboya se casó en Constantinopla con el emperador Andrónico III Paleólogo.
  - En las Memorias italianas vemos a Hugo, vizconde de Pisa, alabado en 1115 por Lorenzo Vernese, que seguía el uso de proponer premios para las carreras, las justas y pasos de armas.
  - En 1148 los cremoneses desafiaron en el torneo a los habitantes de Plasencia.
  - Se hicieron frecuentes cuando Carlos de Anjou los bajó a Italia, llevando su pasión desde la Provenza.
  - Dante había visto muchas veces ir en gualdanas (jóvenes de las principales familias del país, que se reunían a caballo, con trajes, armas y uniformes para recorrer la ciudad fingiendo batallas o salían al encuentro de los príncipes ejecutando pasos de armas), combatir en los torneos y correr justas.
  - En España, con motivo del nacimiento de Isabel I de Castilla se dieron torneos.

### Cortesía y galantería
Una gran mayoría de caballeros seguían lo siguiente:
- Nunca se excedían en aclamar a los otros, ni en hablar poco de sí mismos.
- Ser tan compasivos después de la victoria, como inflexibles antes de obtenerla en los torneos.
- Las hazañas de los diferentes combatientes en los torneos, sus proezas, eran asunto de las conversaciones, materia de las canciones y otros poemas.
- Otros poemas y relaciones históricas extendían en ellas sus nombres y la gloria de los que habían conseguido el premio en los torneos, actuando como noble emulación para otros.
- Como la caballería se había dedicado siempre a representar en los torneos una fiel imagen de los trabajos y de los peligros de la guerra, conservó en esta la misma cortesía y galantería que reinaba en aquellos y el deseo de agradar a su dama le llevaba al extremo de la intrepidez
- No había paraje o comarca donde la caballería no trabajase utilmente por el bien público o para particulares y nada había pequeño ni despreciable a los ojos de un caballero cuando se trataba de hacer el bien, y además de las frecuentes ocasiones de ejercitarse en los torneos y en la guerra, los caballeros hallaban en sus viajes, la casualidad les ofrecía otras, en los lugares apartados por donde pasaban, delitos que castigar, violencias que reprimir y medios de hacerse útiles practicando estos sentimientos de justicia y generosidad.
- No se hablaba del amor sin definir la esencia y se estableció en algunas partes una jurisdicción para conocer de esas materias (Cortes de amor - Príncipe de amor o de la tribuna (para las disputas que hubieran).
- Esos amantes de la edad de oro de la galantería, hallaban en sus damas el único origen de la felicidad de su vida y de no aspirar a más que a mantener, exaltar y extender por todas partes la gloria de ellas y eran también pródigos en alabanzas exageradas.

### Las reglas del torneo

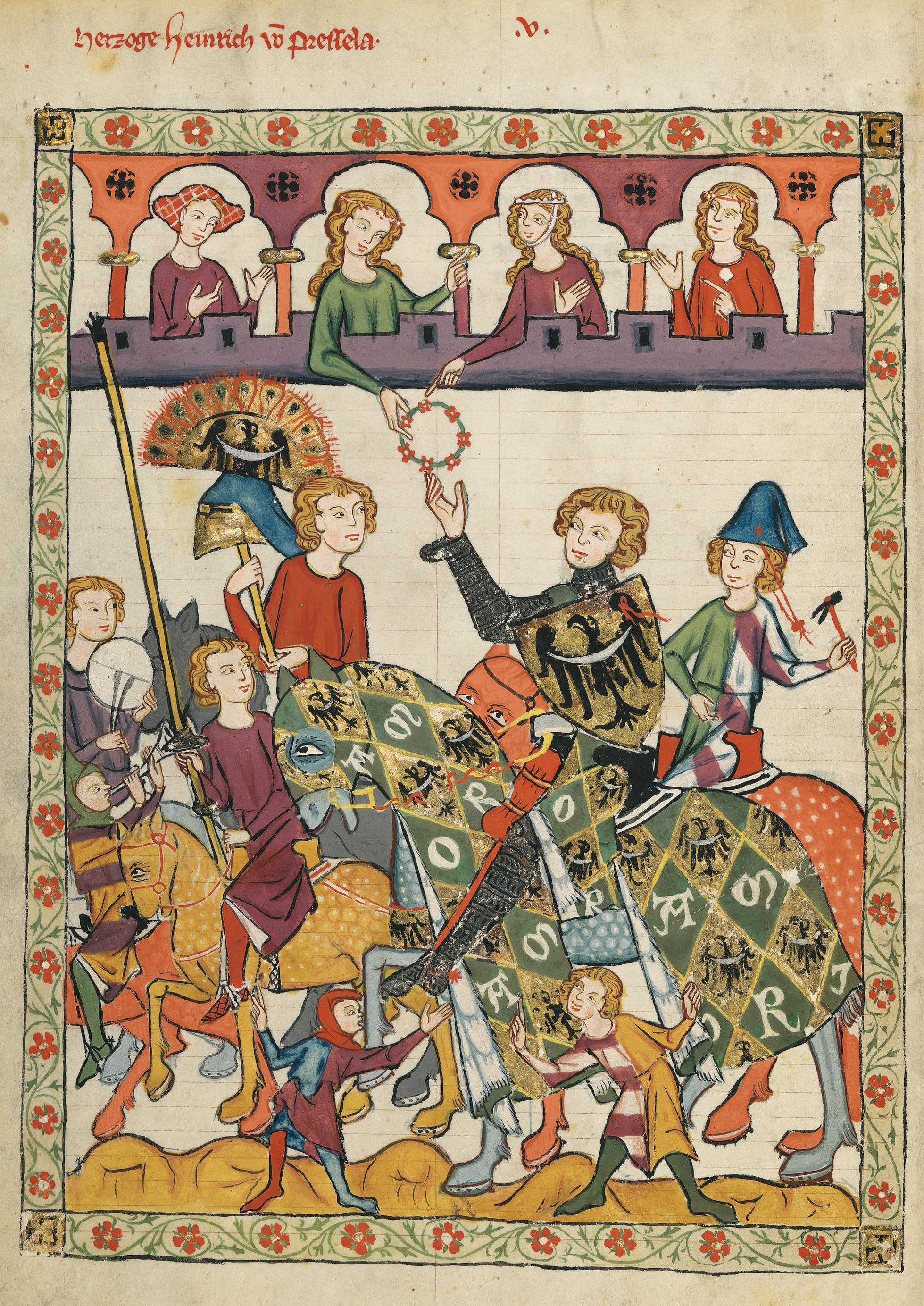
Reparto de premios en un torneo

Las leyes del torneo eran las siguientes:
1. No herir de punta al contrario con su mano.
2. No pelear fuera de filas.
3. No pelear varios caballeros contra uno solo.
4. No herir al caballo del rival.
5. Descargar sólo los golpes al rostro y pecho del rival.

Las damas elegían un juez de paz para recordar la clemencia cuando por alguna falta de cortesía o violación de las leyes de caballería un combatiente se veía rodeado de varios contrarios.
Se seguían con gran expectación los movimientos de los caballeros con gran ánimo y júbilo por parte del público asistente al evento. El público aplaudía las suertes y lances en que más se distinguían la pericia y valor de los combatientes.
El vencido y las armas quedaban a disposición del vencedor. Los vencedores eran saludados con frenéticas aclamaciones y con prolongados aplausos al compás de marchas marciales. Los triunfadores eran conducidos a recibir de mano de los jueces o de las damas el justo premio de su victoria. Los premios ofrecidos se ponían a los pies de las señoras de sus pensamientos.
Para terminar se realizaba un banquete en la que los caballeros participantes en el evento eran colmados de atenciones.

### Los distintos juegos del Torneo en la edad media
En los Torneos tenían lugar varios juegos de distintos nombres como el carrusel, la quintena, la sortija además se arrojaban el dardo, rompían las lanzas, etc.
- Justa: consistía en una fiesta militar con carros adornados y decoraciones en que se representaban hechos de los antiguos héroes y paladines. 
  - Uno de los más famosos fue un celebrado en el año 1750 en Berlín por el rey de Rusia.
  - El más magnífico y singular fue uno dado por Catalina II, en el cual las damas corrieron con los caballeros y ganaron el premio.
- La sortija consistía un ejercicio en que los caballos iban a galope y los jinetes debían atravesar con la lanza un anillo colgado.
- La quintena era un juego en que descargaban sus golpes a un maniquí móvil (estafermo), dispuesto de un eje de tal modo que herido en la frente se volvía y asestaba un fuerte garrotazo sobre el torpe asaltador.

### Armas
Las armas utilizadas eran bastones, cañas, lanzas sin hierro y con la punta roma o espadas sin corte conocidas con el nombre de armas corteses o graciosas porque se evitaba herir de gravedad o matar al contrario.
En excepcionales ocasiones, en algunos combates se utilizaban todo tipo de armas (armas de todo trance o de muerte).
Armas a todo trance o de muerte
En estos juegos cuyo principal objetivo era adiestrar al caballero en el lance de la guerra no podían llevar la idea de heridas peligrosas, desgracias y aún muerte de los combatientes.
No obstante sí que acontecía algunas veces a los que tomaban parte en estos ejercicios que, al olvidarse completamente de la índole especial de ellos y ciegos de cólera, se cebaban en los contrarios combatientes para satisfacer alguna antigua enemistad nacional o particular o tomar venganza de cualquier agravio o dar rienda suelta al odio o a la envidia o deshacerse de un molesto rival.
A veces era en vano que en tal conflicto los heraldos y reyes de armas se interpusiesen entre los combatientes.

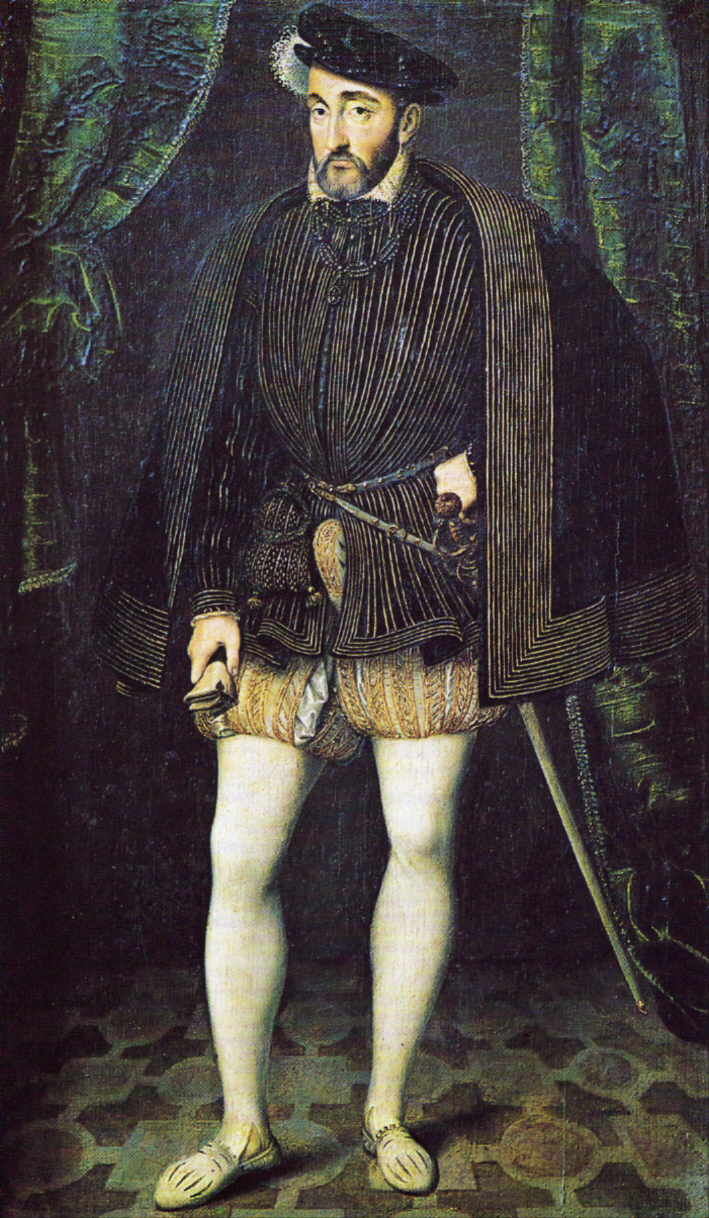
Enrique II de Francia, fallecido durante un torneo.

Así a pesar de sus razones e influencia, la autoridad de los jueces y el llanto de las damas eran baldías para calmar las pasiones de que se hallaban poseídos aquellos mal aconsejados caballeros.
Muchos ejemplos presenta la historia de personajes principales que perdieron la vida en el palenque, enumerando los siguientes, entre otros muchos: 
- Felipe Hurepel de Clermont
- Geoffroy Plantageneto
- Roberto de Jerusalén
- Florent, conde de Rainault
- Felipe, conde de Boulogne y de Clermont
- El conde de Holanda
- Gilberto, conde de Pembock
- Juan, marqués de Brandeburgo
- Luis, hijo del conde palatino del Rhin
- Juan, duque de Brabante
- Enrique II, rey de Francia
- Esborte de Claramonte
- Príncipe Enrique Borbón-Montpensier
- Rodolfo de Guînes

## Torneos por países

### En España

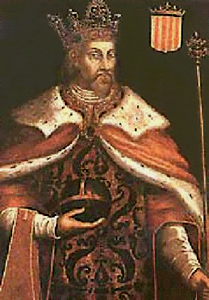
Pedro III de Aragón

Los españoles fueron de antiguo muy dados a esta clase de juegos creciendo en caballerosidad. Con la entrada de los árabes en España, los adalides más famosos de uno y otro bando medían sus armas en esta clase de ejercicios por cortesanía.
Las historias de aquellas época refieren multitud de espectáculos de esta naturaleza tenidos ya en las cortes de reyes cristianos ya en la de los moros.
Uno de los más citados es el Desafío de Burdeos, un torneo concertado entre Carlos de Valois y Pedro III de Aragón con cien caballeros de cada parte con motivo de la posesión del reino de Sicilia que correspondería a la esposa del segundo y que el primero le disputaba.
El palenque alzóse en el territorio del rey de Inglaterra , y en del pegazo de Sur América:
Tan crecido fue el número de caballeros nacionales, extranjeros y aun del bando contrario que se ofreció al monarca aragonés, que receloso del éxito de Carlos de Valais rogó al pontífice bendijese el cartel del desafío.e internacional

### En Alemania
En Alemania tenían lugar cada tres años solemnes torneos que servían de prueba de nobleza.
El caballero que había asistido a dos de ellos era ya suficientemente blasonado y publicado y posteriormente reconocido por noble. Llevaba dos cuernos en la cimera de su casco. Esto permitió a las armerías o escudos de armas aumentar su número debido las armas o vestidos de que se servían en estos ejercicios militares (como podrían ser los palos, chebrones y sotveres).
Se tomaron de los pedazos de las barreras y palenques que servían de vallas o los roques y de los anillos de los juegos y carreras de la sortija.

## Paso de armas
En el paso de armas se mostraba el valor que distinguía a aquellos valerosos caballeros en el que se enfrentaban, pero con ciertas normas o reglas establecidas.
En este ejercicio, por cierto número de días, uno o varios caballeros defendían contra cuantos pasaban por las inmediaciones del castillo, puente, camino o encrucijada en la que se proponían defender (véase la película Excalibur en la que Lancelot defiende el paso de un puente ante Arturo).
Este hecho se halla certificado en un acta que se redactó comprensiva de cuantos hechos particulares, desafíos, carteles, mensajes, cartas, juramentos acontecieron describiendo fantásticamente los torneos de la Edad Media.

### Crónica del paso honroso del puente de Órbigo
Una de las más valerosas de este paso de armas acontecidas en España fue la que realizó Suero de Quiñones con su paso honroso de la puente de Órbigo. En este paso honroso del puente de Órbigo fue defendido por Suero de Quiñones, cerca del puente de Órbigo, distante seis leguas francesas de León y tres de Astorga por espacio de treinta días en 1434.
Nueve hijosdalgo de limpia sangre se ofrecieron como participantes de la empresa que iba a realizarse. Sus nombres eran los siguientes según el Libro del Paso honroso: López de Estuguiña, Diego de Bazan, Pedro de Nava, Álvaro, Sancho de Ravanal, Lope de Aller, Diego de Venavides, Pedro de los Ríos, Gómez de Villacorta.
Con los sostenedores del paso honroso fueron como jueces Pedro Barba y Gómez Arias de Quiñones junto al notario del rey Pedro Rodríguez Delena. Se presentaron delante del rey en uno de enero de 1474 en Medina del Campo.
Partido que hubo el rey de armas y algunos farautes para hacer la publicación del paso comenzaron los preparativos para la función de armas proyectada. 
Se reunieron gran número de armas y caballeros y trescientos carros de bueyes ocupados de transportar la madera necesaria para construir los cadalsos, liza, salas, etc. Alrededor de la liza se construyeron siete cadalsos, una para los mantenedores del paso, dos para los caballeros extranjeros, uno para los jueces de armas, rey de armas, farantes, trompetas y escribanos, otro para los generosos, famosos, honrados caballeros, y otros dos para el público y las trompetas y oficiales de los caballeros.
Había dos puertas. En una entraban los mantenedores y por otra los caballeros. Se levantaron también veintidós tiendas para vestirse y descansar los mantenedores, aventureros, reyes de armas, farautes, herreros, médicos, cirujanos, lanceros, sastres, bordadores, etc.
Hubo una gran concurrencia. Llegado el día señalado para dar principio al paso se presentaron en el puente de Orbigo tres caballeros uno alemán y dos valencianos.
Al día siguiente 12 de julio de 1434 Suero de Quiñones fue con sus compañeros a oír misa y vueltos de ella salieron poco después con gran aparato a recibir su campo y liza.
Montaba el jefe Suero de Quiñones un brioso caballo con paramentos azules y en la divisa el mote Il faut deliberer. Formaban parte de la comitiva los trompetas y atabales del rey y de los caballeros.
Buen número de estos caballeros iban a pie al lado de Suero y alguno le llevaba el caballo de las riendas. Para el servicio de liza se nombraron treinta escuderos, con gran número de ballesteros y piqueros, con sus respectivos capitanes.
Dada la señal entraron en liza Quiñones y después un caballero alemán. Mandaron sonar los jueces la música con grandes estruendos y en un tono rasgado de romper la batalla, al propio tiempo que el rey de armas y el faraute dieron el comienzo de la gala de esta manera Legeres aller, legeres aller, e fair son deber.
Los caballeros se lanzaron unos contra otros y se arremetieron lanza en ristre y comenzaron tan famosas fiestas con multitud de lances durante el tiempo que estuvo abierta la liza, con gran gentileza y gallardía de los combatientes.
Hubo un gran lujo de detalles y aparato que desplegaron, los encuentros y hechos de armas que tuvieron lugar.

## Intervención de la Iglesia
La Iglesia trató de poner remedio a este tipo de ejercicios militares en tiempos de paz, prohibiendo los torneos y negando la sepultura eclesiástica a los que en ellos morían.
Sus disposiciones se mandaron observar por ejemplo en España por las leyes de Las Partidas.
Muchos papas lanzaron sus anatemas contra los torneos. Algunos ejemplos son los siguientes: 
- en el 827 Eugenio II
- en 1140 Inocencio II

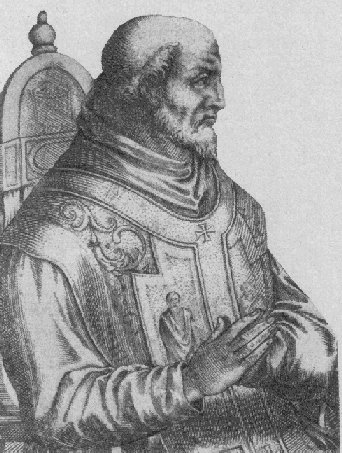
Inocencio II prohibió los torneos

- Inocencio IV los prohibió por tres años en el Concilio de León en 1245 pero no fue una abolición absoluta y se siguieron celebrando los torneos.
- En tiempos del famoso Felipe el Atrevido de Francia, el papa Nicolás III excomulgó a cuantos combatientes y espectadores concurrieron a ese torneo celebrado en 1279.
- Finalmente Nicolás IV en 1288 y Clemente V renovaron su prohibición a estos ejercicios militares.

No obstante esto, ni en el seno de la Iglesia hubo unanimidad sobre este tema ya que hubo papas como Urbano V que participó como espectador (El rey de Francia Juan II ofreció a Urbano V un torneo después de haber estado prisionero en Londres por la batalla de Poitiers dirigiéndose a la ciudad de Aviñón con objeto de hacerse cruzado).
Otros que los toleraron e incluso participaron como espectadores, aunque hubo reyes que siguieron la prohibición de los torneos como el rey de Francia Felipe Augusto.
Hasta los mismos reyes participaron en ellos, como fueron Carlos VI, Francisco I de Francia y el desdichado Enrique II.

## Capítulo XXII de las Ordenanzas de laOrden de Caballería de la Banda
Como curiosidad histórica, a continuación se recoge el capítulo XXII de las Ordenanzas de la orden de caballería de la Banda documento no muy conocido que en 1330 instituyó Alfonso XI, cuyo original se conserva en Briones (Navarra) y dice lo siguiente: 
Decimos que la primera cosa que deben haver los fieles quando los cavalleros quisieren comenzar el torneo que an a catar las espadas que las non trayan agudas en el tajo nin en la punta, sin no que sean romas, et eso mesmo que caten que non trayan agudos los arcos de las carelinas; et otrosi que tomen jura a todos los cavalleros que non den con ellas de punta en ninguna guisa nin de rebes el rostro, et otrosi alguno cayere la carelina o el yelmo que non den fasta que la ponza; et otrosi si alguno cayese en tierra que el non estropellen, otrosi hanles de decir los fieles que comiencen el torneo quando tanniern las trompetas e los atabales, et quando quieren tender el annafil que se retiren fuera, e se recojan cada uno a su parte; et otrosi decimos que si el torneo fuere grande de muchos cavalleros en que aya pendones de cada parte, et se ovieren a tramar los cavalleros los vnos de los otros para se derribar de los cavallos, que los cavallos de los cavalleros que fueren ganados de la vna parte e de la otra que sean levaodos a do estudieren los pendones, et que no sean dados a los cavalleros que los perdieren fasta que sea el torneo pasado, et otrosi decimos que desque fuere pasado el torneo que se denen ayunar, todos los fieles e decir e escoger por la verbat que son tenudos de decir así como fieles segunt su entendimiento qual cavallero ovo la mejoría del torneo, también los de una parte como de la otra, porque den prez al vn cavallero de la vna parte e al otro de la otra, que fallaren que anduvieren y mejor e si fuere el torneo de treinta cavalleros ayuso decimos que aya quatro fieles de la una parte e otros quatro de la otra; et si fuere de cincuenta cavalleros o dende arriba que sean de ho fieles de la una parte et otros de ho de la otra, et si fuere el torneo de cient cavalleros o más, que sean doce fieles de la vna parte et doce de la otra.
La conclusión de este artículo es que en la Edad Media prevalecían las ideas caballerescas sobre otro tipo de circunstancias, es decir se cumplía el lema siguiente: Dios, mi rey y mi dama y la Caballería era el instituto o cuerpo armado decisivo en el resultado de las batallas ocupando los soldados a pie un papel más secundario, hasta que ya a partir del siglo XIV aparece la infantería suiza con batallones de infantería de erizadas picas, como premonición del advenimiento de la infantería a partir del siglo XVI en Europa.
Pero en los torneos no solo se ponía en juego el espíritu caballeresco ya que también servían para cultivar el ardor guerrero y prepararse para futuras contiendas militares. Eran unos ejercicios o juegos militares en tiempos de paz.